# Paràmetres Y

Equivalent a Norton de paràmetres Y de dos ports.

Els paràmetres d'admissió o paràmetres Y (els elements d'una matriu d'admissió o matriu Y) són propietats utilitzades en moltes àrees de l'enginyeria elèctrica, com ara l'energia, l'electrònica i les telecomunicacions. Aquests paràmetres s'utilitzen per descriure el comportament elèctric de xarxes elèctriques lineals. També s'utilitzen per descriure la resposta de senyal petit (linealitzat) de xarxes no lineals. Els paràmetres Y també es coneixen com a paràmetres d'admissió de curtcircuit. Són membres d'una família de paràmetres similars utilitzats en enginyeria electrònica, altres exemples són: paràmetres S, paràmetres Z, paràmetres H, paràmetres T o paràmetres ABCD.

Circuit equivalent per als paràmetres Y d'una xarxa recíproca de dos ports.

## La matriu de paràmetres Y
Una matriu de paràmetres Y descriu el comportament de qualsevol xarxa elèctrica lineal que es pot considerar com una caixa negra amb un nombre de ports. Un port en aquest context és un parell de terminals elèctrics que porten corrents iguals i oposades dins i fora de la xarxa, i que tenen una tensió particular entre ells. La matriu Y no dona cap informació sobre el comportament de la xarxa quan els corrents a qualsevol port no s'equilibren d'aquesta manera (si això és possible), ni dona cap informació sobre la tensió entre terminals que no pertanyen al mateix port. Normalment, es pretén que cada connexió externa a la xarxa estigui entre els terminals d'un sol port, de manera que aquestes limitacions siguin adequades.Per a una definició genèrica de xarxa multiport, s'assumeix que a cadascun dels ports se li assigna un nombre enter n que va d'1 a N, on N és el nombre total de ports. Per al port n, la definició del paràmetre Y associada és en termes de la tensió del port i el corrent del port, Vn i In respectivament.
Per a tots els ports, els corrents es poden definir en termes de la matriu del paràmetre Y i les tensions mitjançant la següent equació matricial:
{\displaystyle I=YV\,}
on Y és una matriu N × N els elements de la qual es poden indexar mitjançant la notació matricial convencional. En general, els elements de la matriu de paràmetres Y són nombres complexos i funcions de freqüència. Per a una xarxa d'un port, la matriu Y es redueix a un sol element, sent l'admissió ordinària mesurada entre els dos terminals.

## Xarxes de dos ports
La matriu de paràmetres Y per a la xarxa de dos ports és probablement la més comuna. En aquest cas, la relació entre les tensions del port, els corrents del port i la matriu de paràmetres Y ve donada per:
{\displaystyle {\begin{pmatrix}I_{1}\\I_{2}\end{pmatrix}}={\begin{pmatrix}Y_{11}&Y_{12}\\Y_{21}&Y_{22}\end{pmatrix}}{\begin{pmatrix}V_{1}\\V_{2}\end{pmatrix}}}
on
{\displaystyle {\begin{aligned}Y_{11}&={I_{1} \over V_{1}}{\bigg |}_{V_{2}=0}\qquad Y_{12}={I_{1} \over V_{2}}{\bigg |}_{V_{1}=0}\\[8pt]Y_{21}&={I_{2} \over V_{1}}{\bigg |}_{V_{2}=0}\qquad Y_{22}={I_{2} \over V_{2}}{\bigg |}_{V_{1}=0}\end{aligned}}}
Per al cas general d'una xarxa n ports,
{\displaystyle Y_{nm}={I_{n} \over V_{m}}{\bigg |}_{V_{k}=0{\text{ for }}k\neq m}}